# Philodromus wunderlichi
Philodromus wunderlichi is een spinnensoort in de taxonomische indeling van de renspinnen (Philodromidae).
Het dier behoort tot het geslacht Philodromus. De wetenschappelijke naam van de soort werd voor het eerst geldig gepubliceerd in 2007 door Muster & Konrad Thaler.